# Johnny a luat arma
Johnny Got His Gun este un film american dramatic antirăzboi din 1971 scris și regizat de Dalton Trumbo. Rolurile principale au fost interpretate de actorii Timothy Bottoms, Jason Robards, Donald Sutherland, Diane Varsi și Kathy Fields. Scenariul (realizat de Trumbo în colaborare cu Luis Buñuel) se bazează pe un roman omonim scris de  Trumbo.
Johnny Got His Gun a avut un succes mic la lansarea sa și a fost repede uitat de publicul larg. Cu toate acestea Jimmy Carter a cerut tuturor noilor membri ai cabinetului său de stat să vizioneze filmul la scurt timp după alegerea sa ca guvernator al Georgiei  în 1971. Filmul a devenit cel mai bine cunoscut când a fost încorporat în videoclipul formației Metallica "One", a cărui popularitate a transformat ulterior Johnny Got His Gun într-un film idol. În cele din urmă, membrii Metallica au cumpărat drepturile de autor ale acestui  film, pentru a nu schimba videoclipul melodiei și pentru a nu plăti redevențe.

## Distribuție
- Timothy Bottoms - Joe Bonham
- Kathy Fields - Kareen
- Marsha Hunt - mama lui Joe
- Jason Robards - tatăl lui Joe
- Donald Sutherland - Christ
- David Soul - Swede WWI Soldier
- Anthony Geary - Redhead WWI Soldier
- Charles McGraw - Mike Burkeman
- Sandy Brown Wyeth - Lucky
- Don 'Red' Barry - Jody Simmons (ca Donald Barry)
- Diane Varsi - Soră medicală #4